# أحمد زكي
أحمد زكي متولي عبد الرحمن بدوي  (18 نوفمبر 1946 – 27 مارس 2005) كان ممثل ومنتج أفلام مصري، حصل على بكالوريوس المعهد العالي للفنون المسرحية قسم تمثيل وإخراج عام 1973 بتقدير امتياز. تميز بموهبته ومهارته وقدرته على تقمص الشخصية. كان مشهورًا أيضًا بكثافة ظهوره على الشاشة. على الرغم من أنه ظهر لأول مرة في دور صغير في مسرحية كوميدية، إلا أنه يعتبر على نطاق واسع أحد أكثر الممثلين موهبة، خاصة في الأدوار الدرامية والتراجيدية. عمل زكي في ستة أفلام تم إدراجها ضمن قائمة أفضل 100 فيلم مصري.
كان أول ظهور له في مسرحية حمادة ومها عام 1967 أثناء دراسته في المعهد (وكان يقلد الفنان محمود المليجي)، وكان أول ظهور له على شاشة السينما في فيلم ولدي عام 1972 أمام الفنان فريد شوقي، كان أول دور بطولة مُطلقة له أمام سعاد حسني في فيلم شفيقة ومتولي عام 1978 وقدم بعدها العديد من الأفلام البارزة، ويعتبر أحمد زكي ثالث أكثر الممثلين في قائمة أفضل مئة فيلم مصري عام 1996 حيث له في القائمة ستة أفلام وهم: البريء، زوجة رجل مهم، الحب فوق هضبة الهرم، إسكندرية ليه، أحلام هند وكاميليا وأبناء الصمت، وحصل أحمد زكي على عدة جوائز وتكريم من بينها مهرجان القاهرة السينمائي عام 1990 ومهرجان الإسكندرية عام 1989.
توفي في 27 مارس 2005 بعد إصابته بسرطان الرئة، حينها لم ينتهي من استكمال باقي تصوير فيلم حليم الّذي كان آخر أفلامه، وتمّ عرض الفيلم بعد وفاته عام 2006.

## نشأته وحياته
ولد أحمد زكي في 18 نوفمبر 1946 في مدينة الزقازيق، وكان الابن الوحيد لأبيه الذي توفي بعد ولادته، تزوجت أمه بعد وفاة زوجها، فربّاه جده، حصل على الإعدادية ثم دخل المدرسة الصناعية، حيث شجعه ناظر المدرسة الذي كان يحب المسرح، وفي حفل المدرسة تمت دعوة مجموعة من الفنانين من القاهرة، وقابلوه، ونصحوه بالالتحاق بمعهد الفنون المسرحية، وأثناء دراسته بالمعهد، عمل في مسرحية «هالوا شلبي». تخرج من المعهد عام 1973، وكان الأول على دفعته، عمل في المسرح في أعمال ناجحة جماهيريًا مثل: مدرسة المشاغبين، أولادنا في لندن والعيال كبرت، وفي التلفاز لمع في مسلسل الأيام ومسلسل هو وهي، وفيلم أنا لا أكذب ولكني أتجمل عام 1981 أمام الفنان صلاح ذو الفقار، وغيرها العديد من الأفلام التي حصل منها على جوائز عديدة. تزوج من الممثلة الراحلة هالة فؤاد، وأنجب منها ابنه الوحيد هيثم الذي توفي لاحقا في 2019.

## مشواره الفني
كان أول ظهور له في مسرحية حمادة ومها عام 1967 أثناء دراسته في المعهد (وكان يقلد الفنان محمود المليجي)، وكان أول ظهور له على شاشة السينما في فيلم ولدي عام 1972 أمام الفنان فريد شوقي، كان أول دور بطولة مُطلقة له أمام الفنانة سعاد حسني في فيلم شفيقة ومتولي. مثل العديد من الأفلام منها: إسكندرية ليه، الباطنية، طائر على الطريق، العوامة 70، عيون لا تنام، النمر الأسود، موعد على العشاء، البريء، زوجة رجل مهم، والعديد من الأفلام التي حققت نجاحات كبيرة على مستوى الجماهير والنقاد على السواء.
نال جائزته الأولى عن فيلم طائر على الطريق. على الشاشة، تألق أحمد زكي في شخصيات من الطبقة الفقيرة، البعيدة عن شخصية الأفندي التركي، وراح في كل مرة يقدم وجهاً أكثر صدقاً للمصري الأصيل. جسد شخصية الرئيس جمال عبد الناصر في فيلم ناصر 56 وشخصية الرئيس محمد أنور السادات في فيلم أيام السادات وشخصية عميد الأدب العربي طه حسين في مسلسل الأيام وشخصية العندليب الأسمر عبد الحليم حافظ في فيلم حليم.

## حياته الشخصية
تزوج من هالة فؤاد وأنجبا ابنهما الوحيد هيثم أحمد زكي الذي شارك مع والده وجسّد شخصيه عبد الحليم الشاب في فيلم حليم لكنهما انفصلا قبل وفاتها.

## أعماله
تعامل مع أبرز مخرجي السينما المصرية وبالتحديد مخرجي الواقعية الجديدة من أمثال عاطف الطيب في البريء والهروب، ومحمد خان في موعد على العشاء، العوامة وأيام السادات وداوود عبد السيد في أرض الخوف، واختاره يوسف شاهين لفيلم إسكندرية... ليه؟ وشريف عرفة في اضحك الصورة تطلع حلوة وأيام السادات وتعامل أيضاً مع إيناس الدغيدي في امرأة واحدة لا تكفي وإستاكوزا.

### في التلفزيون

#### المسلسلات
| سنة الإنتاج | المسلسل                     | الشخصية                                          |
| ----------- | --------------------------- | ------------------------------------------------ |
| 1975        | الشاطئ المهجور              | كامل                                             |
| 1976        | اللسان المر                 | معوض                                             |
| 1977        | لا شيء يهم                  | حلمي                                             |
| 1977        | أنهار الملح                 | كمال                                             |
| 1978        | بستان الشوك                 | مراد                                             |
| 1978        | الغضب                       | سامي                                             |
| 1979        | طيور بلا أجنحة              | حامد                                             |
| 1979        | أيام من الماضي              | د. أشرف                                          |
| 1979        | إصلاحية جبل الليمون         | كامل                                             |
| 1979        | الأيام                      | طه حسين                                          |
| 1979        | إلا الدمعة الحزينة          | أحمد همام                                        |
| 1980        | الصراع                      | مهران                                            |
| 1981        | من أجل ولدي                 | فؤاد                                             |
| 1981        | الرجل الذي فقد ذاكرته مرتين | رأفت الجوهري حمدي عبد الرحيم سامي عبد الرحيم فرج |
| 1985        | هو وهي                      | شخصيات متعددة                                    |

#### الأفلام التلفزيونية
| سنة الإنتاج | الفيلم                  | الشخصية             |
| ----------- | ----------------------- | ------------------- |
| 1980        | فندق الضحايا            | الرائد فكري إبراهيم |
| 1981        | أنا لا أكذب ولكني أتجمل | إبراهيم صالح        |

### في السينما
| سنة الإنتاج | الفيلم                  | الشخصية                |
| ----------- | ----------------------- | ---------------------- |
| 1972        | ولدي                    | عصفور                  |
| 1973        | شلة المشاغبين           | سيد                    |
| 1974        | بدور                    | سعيد                   |
| 1974        | أبناء الصمت             | محمود                  |
| 1976        | صانع النجوم             | ممدوح                  |
| 1978        | وراء الشمس              | عصام                   |
| 1978        | العمر لحظة              | عبد العزيز سراج        |
| 1978        | شفيقة ومتولي            | متولي                  |
| 1979        | إسكندرية ليه            | إبراهيم                |
| 1980        | الباطنية                | سفروت                  |
| 1981        | طائر على الطريق         | فارس                   |
| 1981        | عيون لا تنام            | إسماعيل                |
| 1981        | موعد على العشاء         | شكري                   |
| 1981        | أنا لا أكذب ولكني أتجمل | إبراهيم                |
| 1982        | الأقدار الدامية         | خير                    |
| 1982        | العوامة رقم 70          | أحمد الشاذلي           |
| 1983        | درب الهوى               | عبد العزيز             |
| 1983        | الاحتياط واجب           | حسان                   |
| 1983        | المدمن                  | خالد عبد الحميد        |
| 1984        | البرنس                  | البرنس يوسف عثمان      |
| 1984        | الراقصة والطبال         | عبده الطبال            |
| 1984        | التخشيبة                | المحامي مجدي           |
| 1984        | النمر الأسود            | محمد حسن المصري        |
| 1984        | الليلة الموعودة         | فتحي عبد الوهاب قوره   |
| 1985        | سعد اليتيم              | زكريا فاضل / سعد       |
| 1986        | شادر السمك              | المعلم أحمد أبو كامل   |
| 1986        | الحب فوق هضبة الهرم     | علي عبد الستار         |
| 1986        | البريء                  | أحمد سبع الليل         |
| 1986        | البداية                 | عادل صدقي              |
| 1987        | أربعة في مهمة رسمية     | أنور عبد المولى        |
| 1987        | البيه البواب            | عبد السميع             |
| 1988        | زوجة رجل مهم            | العقيد هشام أبو الوفا  |
| 1988        | أحلام هند وكاميليا      | عيد                    |
| 1988        | الدرجة الثالثة          | سرور                   |
| 1989        | ولاد الإيه              | زكي الحمصاني           |
| 1990        | امرأة واحدة لا تكفي     | حسام منير              |
| 1990        | البيضة والحجر           | مستطاع الطعزي          |
| 1990        | كابوريا                 | حسن هدهد               |
| 1990        | الإمبراطور              | زينهم                  |
| 1991        | الهروب                  | منتصر عبد الغفار       |
| 1991        | المخطوفة                | حسين                   |
| 1991        | الراعي والنساء          | حسن عبد الراضي         |
| 1991        | ضد الحكومة              | المحامي مصطفى خلف      |
| 1993        | مستر كاراتيه            | صلاح عبد الراضي        |
| 1993        | الباشا                  | حازم الشناوي           |
| 1994        | سواق الهانم             | حمادة                  |
| 1995        | الرجل الثالث            | كمال                   |
| 1996        | استاكوزا                | عباس العنتيل           |
| 1996        | أبو الدهب               | المعلم أبو الدهب       |
| 1996        | ناصر 56                 | جمال عبد الناصر        |
| 1996        | نزوة                    | صلاح                   |
| 1997        | حسن اللول               | حسن راغب المنشاوي      |
| 1998        | هيستيريا                | زين                    |
| 1998        | البطل                   | محمود (حوده كلاوي)     |
| 1998        | اضحك الصورة تطلع حلوة   | سيد غريب               |
| 2000        | أرض الخوف               | يحيى / آدم / أبو دبورة |
| 2001        | أيام السادات            | محمد أنور السادات      |
| 2002        | معالي الوزير            | الوزير رأفت رستم       |
| 2006        | حليم                    | عبد الحليم حافظ        |

### في المسرح
| سنة الإنتاج | المسرحية           | الشخصية       |
| ----------- | ------------------ | ------------- |
| 1969        | هاللو شلبي         | راضي          |
| 1969        | القاهرة في ألف عام | شخصيات متعددة |
| 1971        | مدرسة المشاغبين    | أحمد          |
| 1971        | اللص الشريف        | سيد           |
| 1973        | أولادنا في لندن    |               |
| 1979        | العيال كبرت        | كمال          |

### في الإذاعة
| المسلسل            |
| ------------------ |
| في سبيل الحرية     |
| غرام صاحبة السمو   |
| دموع صاحبة الجلالة |
| أوراق ضاحكة        |
| رصاصة في القلب     |

## الجوائز والتكريم

محرك قوقل يحتفي بالذكرى 71 لميلاد الممثل أحمد زكي في يوم 18 نوفمبر 2020.

- جائزة عن فيلم «طائر على الطريق» في مهرجان القاهرة السينمائي الدولي
- جائزة عن فيلم «عيون لا تنام» من جمعية الفيلم.
- جائزة عن فيلم «امرأة واحدة لا تكفي» من مهرجان الإسكندرية عام 1989.
- جائزة عن فيلم «كابوريا» من مهرجان القاهرة السينمائي الدولي عام 1990.
- وفي الاحتفال بمئوية السينما العالمية عام 1996 اختار السينمائيون ستة أفلام قام ببطولتها أو شارك فيها الفنان أحمد زكي، وذلك ضمن قائمة أفضل مئة فيلم في تاريخ السينما المصرية وهي زوجة رجل مهم، والبريء، أحلام هند وكاميليا، الحب فوق هضبة الهرم، إسكندرية ليه وأبناء الصمت.[8]

## وفاته
توفي في القاهرة يوم 27 مارس 2005 إثر صراع طويل للغاية مع مرض سرطان الرئة نتيجة كثرة السجائر التي كان يدخنها، وعولج على نفقة الحكومة المصرية في الخارج، وتردد أنه أصيب بالعمى في أواخر أيامه إلا أنه طلب من المحيطين به التكتم على الخبر.

## وصلات خارجية
- أحمد زكي على موقع أرشيف الشارخ.
- أحمد زكي على موقع IMDb (الإنجليزية)
- أحمد زكي على موقع الدهليز
- أحمد زكي على موقع قاعدة بيانات الأفلام العربية
- أحمد زكي على موقع ألو سيني (الفرنسية)
- أحمد زكي على موقع أول موفي (الإنجليزية)
- أحمد زكي على موقع قاعدة بيانات الفيلم (الإنجليزية)
- أحمد زكي على موقع كينوبويسك (الروسية)
- مهرجان صور - أحمد زكي